# 直序乌头
直序乌头（学名：Aconitum richardsonianum）为毛茛科乌头属下的一个种。

## 外部連結
- 滇烏堿 Yunaconitine （页面存档备份，存于） 中草藥化學圖像數據庫 (香港浸會大學中醫藥學院) （中文）（英文）

## 扩展阅读
- 維基物種上的相關：直序乌头